# Léon Cogniet
Léon Cogniet (Parigi, 29 agosto 1794 – Parigi, 20 novembre 1880) è stato un pittore francese, romantico e neoclassico.

## Biografia
Cogniet entrò all'École Nationale Supérieure des Beaux-Arts di Parigi nel 1812. Fu allievo di Pierre-Narcisse Guérin a fianco di Géricault e di Delacroix. Contemporaneamente frequentò anche l'atelier di Jean-Victor Bertin.
Dopo un fallimento nel 1816 con il quadro "Edone rifiuta di soccorrere Paride", la sua tela "Elena liberata da Castore e Polluce" gli fece vincere il Prix de Rome nel 1817; lo stesso anno debuttò al Salon. Fu quindi ospite dell'Accademia di Francia a Roma dal 1817 al 1822.
Nel 1827 realizzò una serie di quadri sulla vita di Santo Stefano per la chiesa di Saint-Nicolas-des-Champs a Parigi, quindi, dal 1833 al 1835, dipinse "La spedizione in Egitto" su uno dei soffitti del palazzo del Louvre. Il suo maggior successo lo ottenne nel 1843 con il quadro "Tintoretto ritrae la figlia morta". Dopo quest'opera si dedicò solo ai ritratti e all'insegnamento. Fu infatti professore di disegno nel Liceo Louis-le-Grand e al Politecnico. Inoltre, insegnò pittura alla "Scuola nazionale superiore di Belle arti" di Parigi a numerose generazioni di artisti.
Morì all'età di 86 anni, e fu sepolto nel cimitero di Père-Lachaise.
È ricordato sia come ritrattista che come pittore di soggetti storici, ma anche per le sue splendide litografie.

## Opere principali

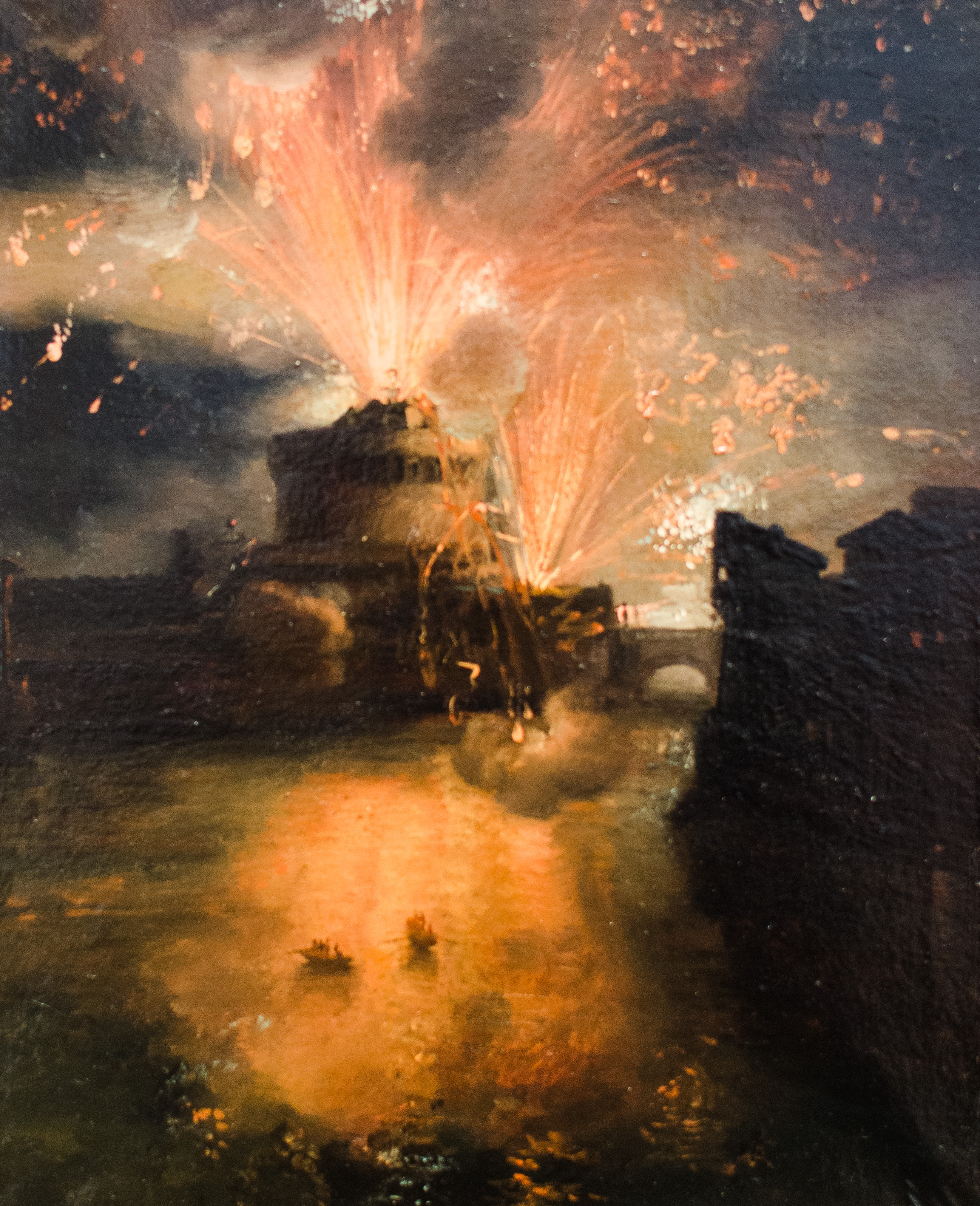
Fuochi artificiali a Castel S. Angelo

- "Enone rifiuta di soccorrere Paride ferito", Museo di Fécamp, 1816.
- "L'Artista nel suo studio a Villa Medici a Roma", Cleveland Museum of Art, 1817.
- "La strage degli Innocenti",  Museo di Belle arti, Rennes, 1824.
- "Mario sulle rovine di Cartagine", Museo des Augustins, Tolosa, 1824.
- "Donna esquimese", Cleveland Museum of Art, 1826.
- "La spedizione d'Egitto agli ordini di Bonaparte", soffitto del Museo del Louvre, 1833-1835.
- "Jean-François Champollion", Louvre, 1831.
- "La Guardia nazionale di Parigi parte per l'esercito, settembre 1792", Museo del Castello di Versailles, 1836.
- "Tintoretto ritrae sua figlia morta", Museo di Belle arti di Bordeaux, 1843.
- "Ritratto di Maria Brignole-Sale De Ferrari", Palazzo Rosso, Genova, 1856.
- "Ritratto di Madame Clicquot Ponsardin", Hôtel du Marc, Reims, 1861.

## Onorificenze
- Cavaliere della Légion d'honneur nel 1828.
- Ufficiale della Légion d'honneur nel 1846.
- Cavaliere dell'Ordine di Leopoldo,  1º novembre 1851.

## Allievi

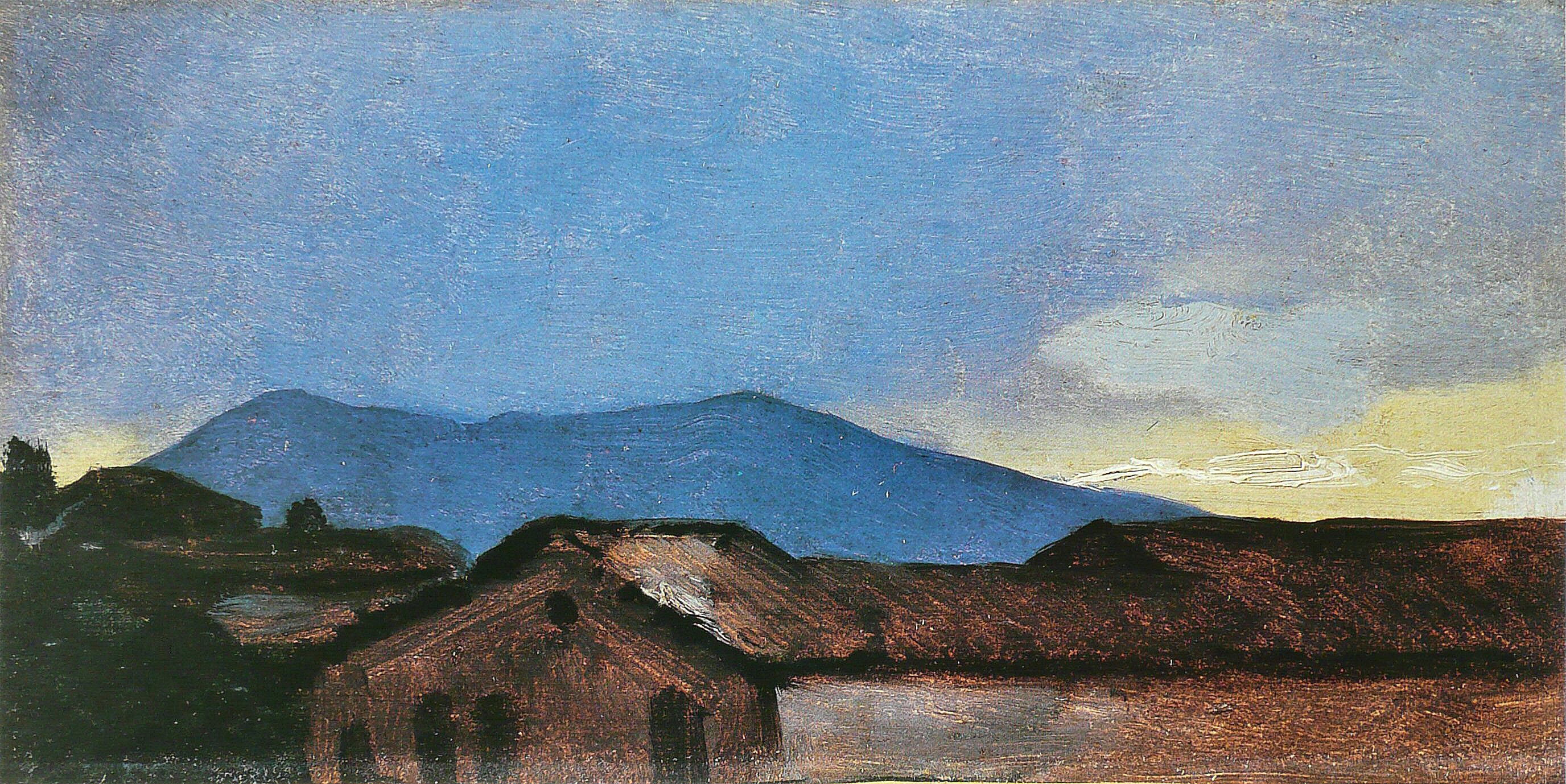
Tetti e colline

Léon Cogniet ha avuto come allievi, fra gli altri:
- Auguste Allongé
- Léon Désiré Alexandre (1817-1886)
- Célestin Allard-Cambray, membro della Scuola reale di Madrid
- Stéphane Baron (1832-1921)
- Félix-Joseph Barrias (1822-1907)
- Marcel-André Baschet (1862-1941)
- Eugène Battaille (1817-1882)
- François Léon Benouville (1821-1859)
- Léon Berthoud (1822-1892)
- Charles Octave Blanchard (1814-1842)
- Nils Blommér (1816-1853)
- Rosa Bonheur (1822-1899)
- Léon Bonnat (1833-1922)
- Aimé Gabriel Adolphe Bourgoin (1824-1874)
- Félix Brissot de Warville (1818-1892)

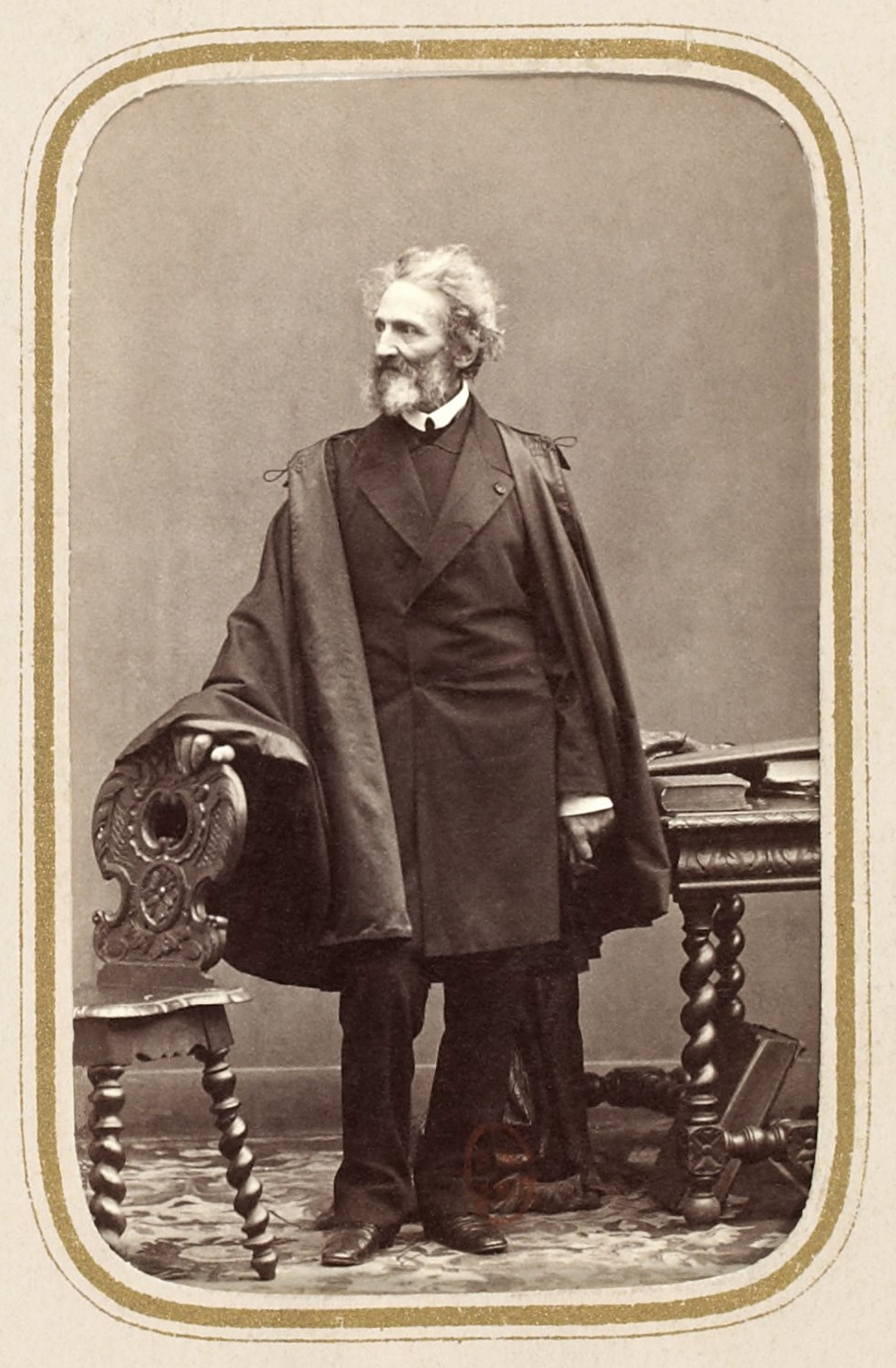
Léon Cogniet, ca. 1865

- Marie-Abraham Rosalbin de Buncey (1833-1891)
- Adolphe-Félix Cals (1810-1880)
- Juan Antonio Vera Calvo (1825-1905)
- Paul Antoine Charbonnel (1846-1916)
- Jacques François Camille Clère (1825-1919)
- Louis-Eugène Coedès (1810-1905)
- Pierre Auguste Cot (1837-1883)
- Alfred Darjou (1832-1874)
- Anatole Dauvergne (1812-1870)
- Eugène Decan (1829-1894)
- Alfred Dehodencq (1822-1882)
- Louis Noël Duveau (1818-1867)
- Augustin Feyen-Perrin (1826-1888)
- Edme-Adolphe Fontaine (1814-1880)
- Claude Ferdinand Gaillard (1834-1887)
- Étienne Xavier de Grisy (1831-1866)
- Jacques Guiaud (1810-1876)
- Paul-Pierre Hamon (1819-1860)
- Louis Casimir Henault (1836-1885)
- Eugène Ernest Hillemacher (1818-1887)
- Jean-Paul Laurens (1838-1921)
- Edmond Lebel (1834-1908)
- Alphonse Joseph Hippolyte Leveau (1815-1863)
- Amalia Lindegren (1814-1891)
- Évariste-Vital Luminais (1821-1896)
- Dominique-Antoine Magaud (1817-1899)
- Adolphe Martial-Potémont (1827-1883)
- Paul Mathey (1844-1929)
- Jean-Louis-Ernest Meissonier (1815-1891)
- Hugues Merle (1822-1881)
- Gustave Morin (1809-1886)
- Charles Müller (1815-1892)
- Victor Nehlig (1830-1909)
- Benjamin Netter (1811-1881)
- Dominique Papety (1815-1849)
- Olivier de Penne (1831-1897)
- Louis-Gustave Ricard (1823-1873)
- Gustav Richter (1823-1884)
- Tony Robert-Fleury (1837-1911)
- Théodore-Auguste Rousseau (1825-?)
- Amédée Rosier (1831-1898)
- Gaston Casimir Saint-Pierre (1833-1916)
- Eugénie Salanson (1836-1912)
- Auguste Schenck (1828-1900)
- Hippolyte Sebron (1801-1879)
- François Chifflart (1825-1901)
- Charles Sellier (1830-1882)
- Gilbert de Séverac (1834-1897)
- Jules-Marie Sevestre (1834-1901)
- Félix Trutat (1824-1848)
- Émile Vernet-Lecomte (1821-1900)

## Galleria d'immagini

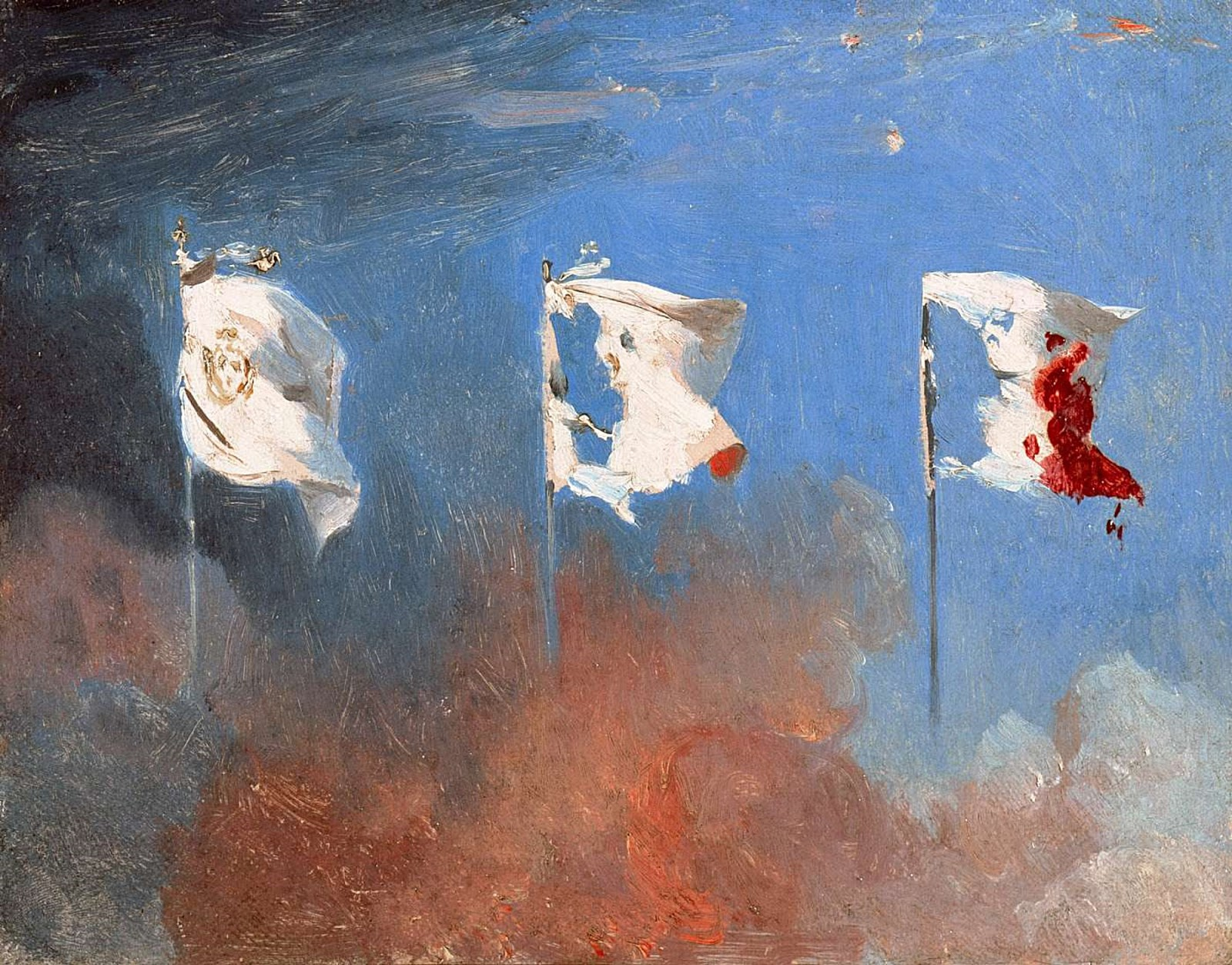
Bandiere di guerra
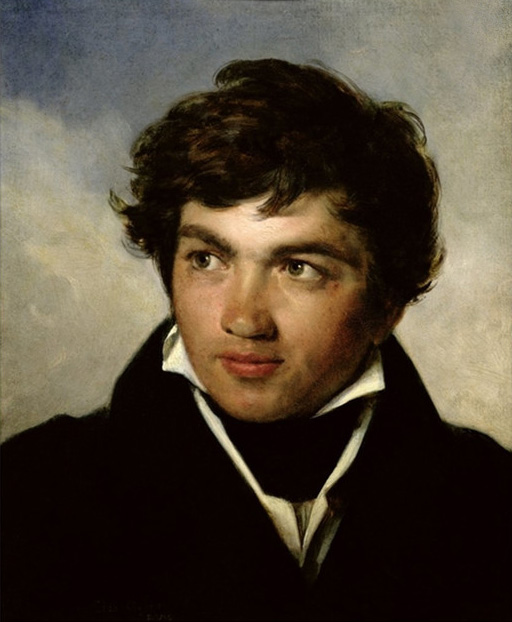
Achille Etna Michallon
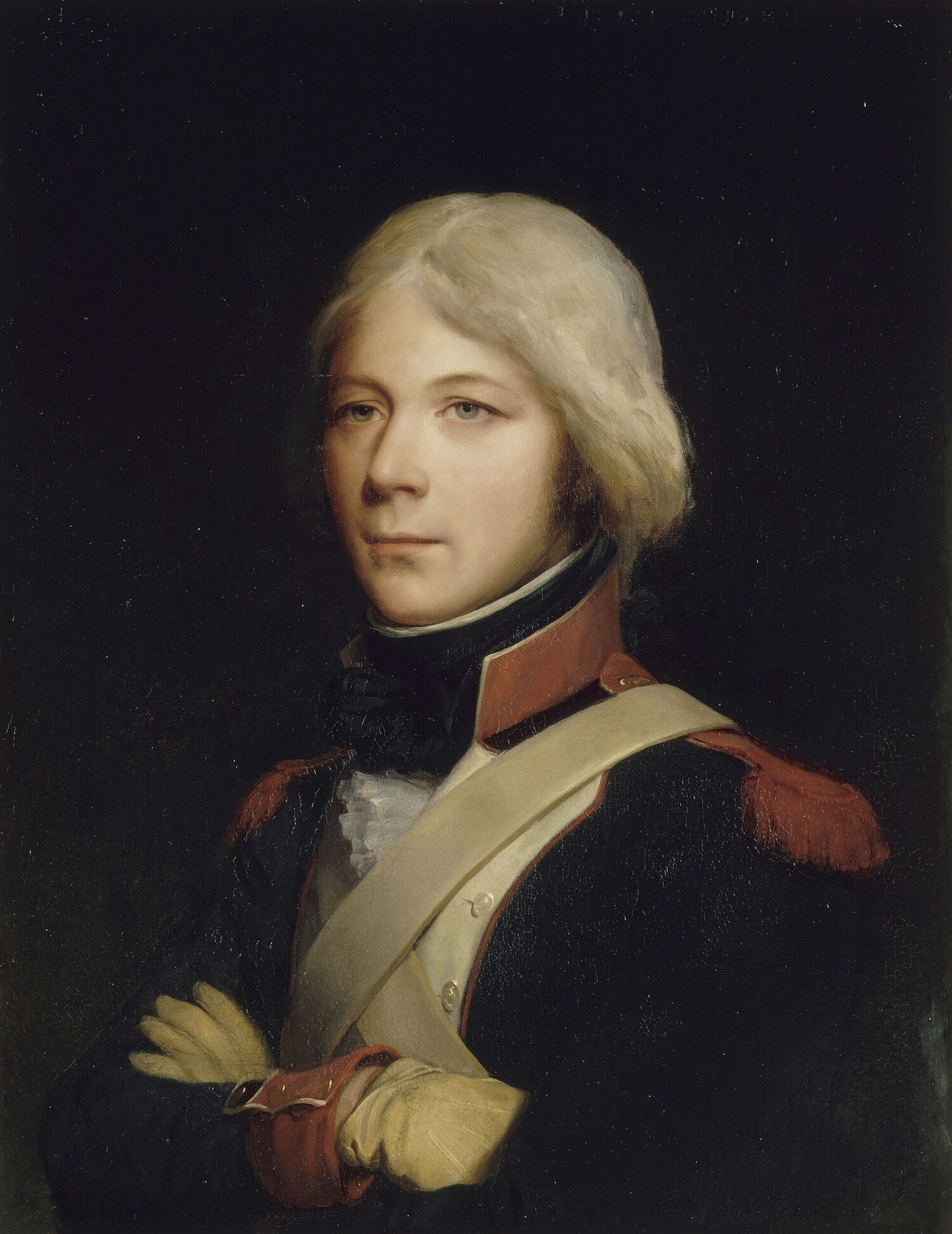
Nicolas Maison
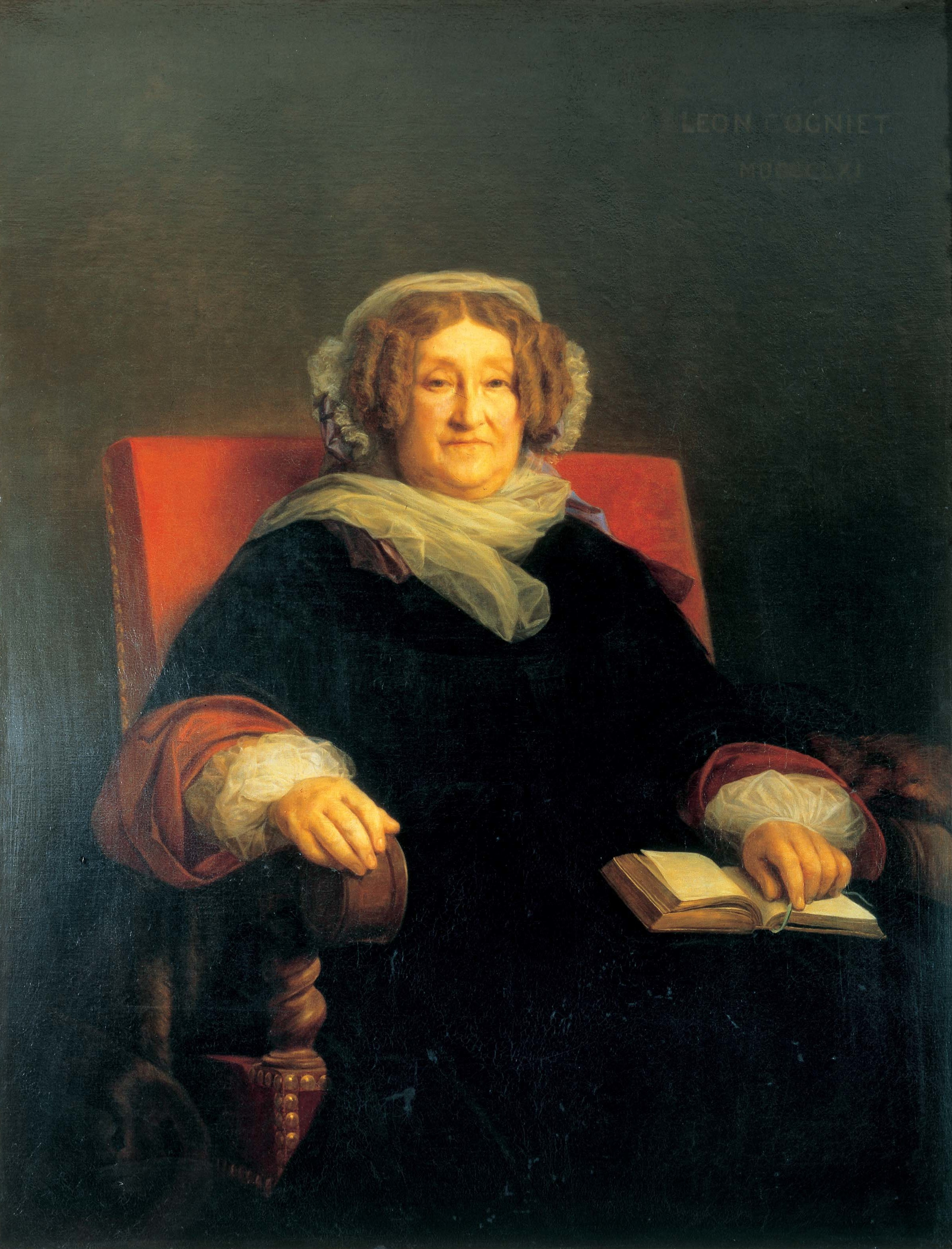
La vedova Clicquot
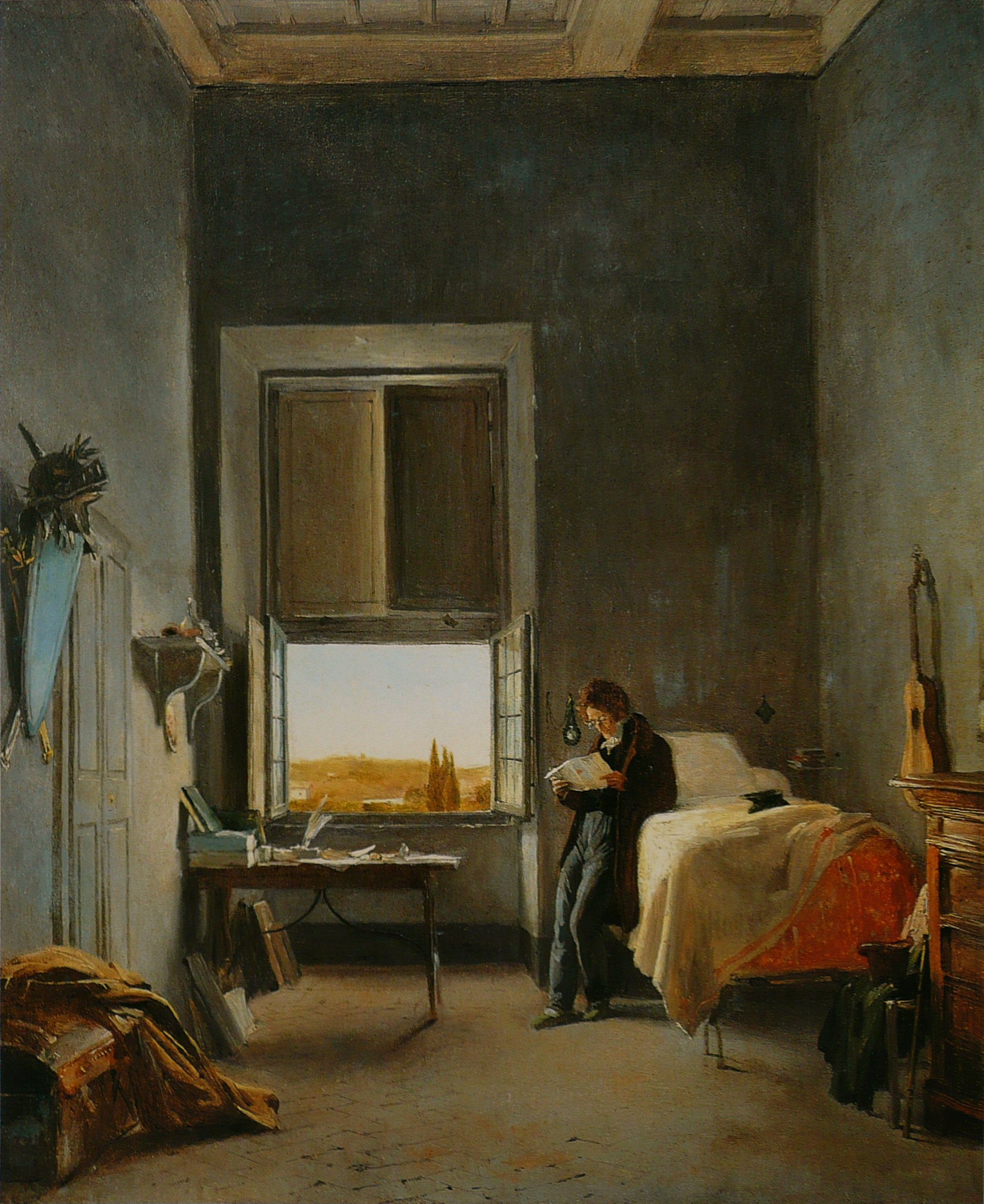
Autoritratto nella propria stanza a Villa Medici
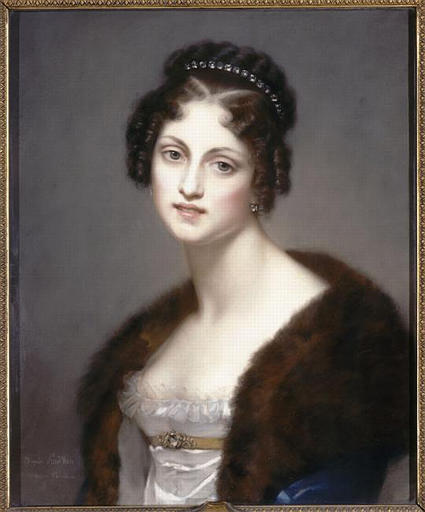
Carolina Coigniet
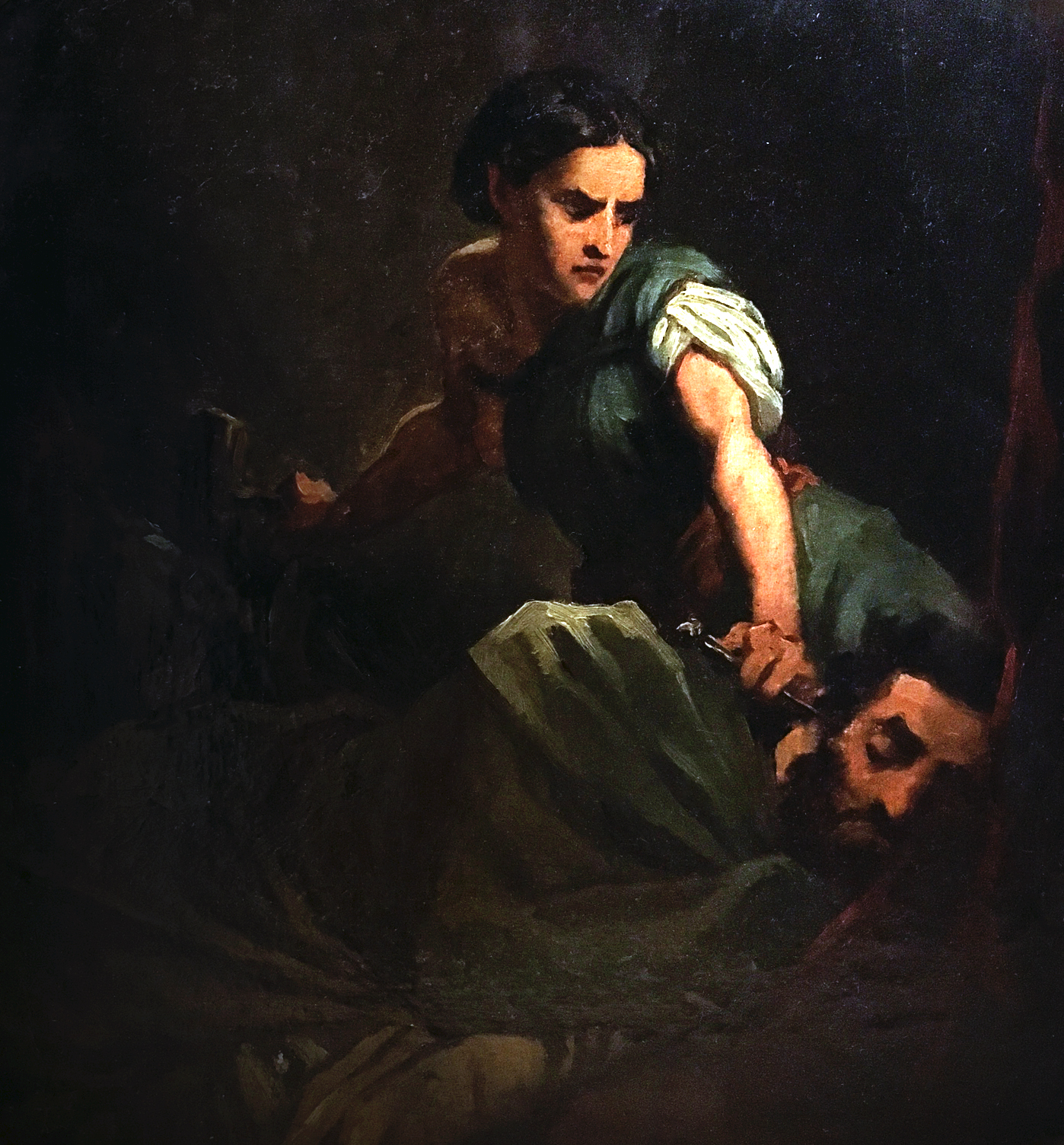
Iaele uccide Sisera
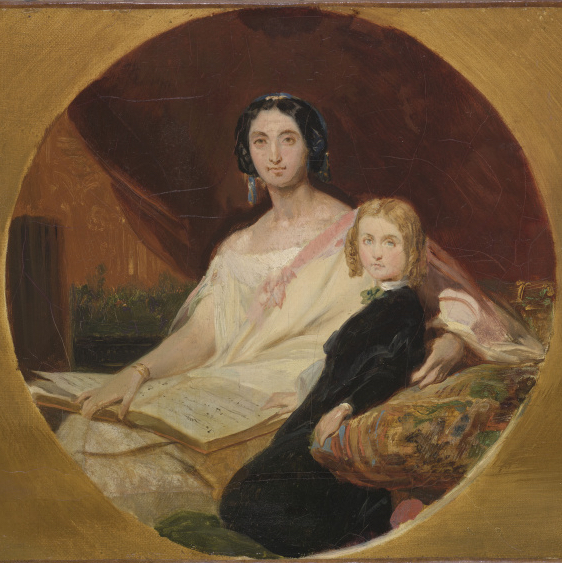
Fanny de Talhouët
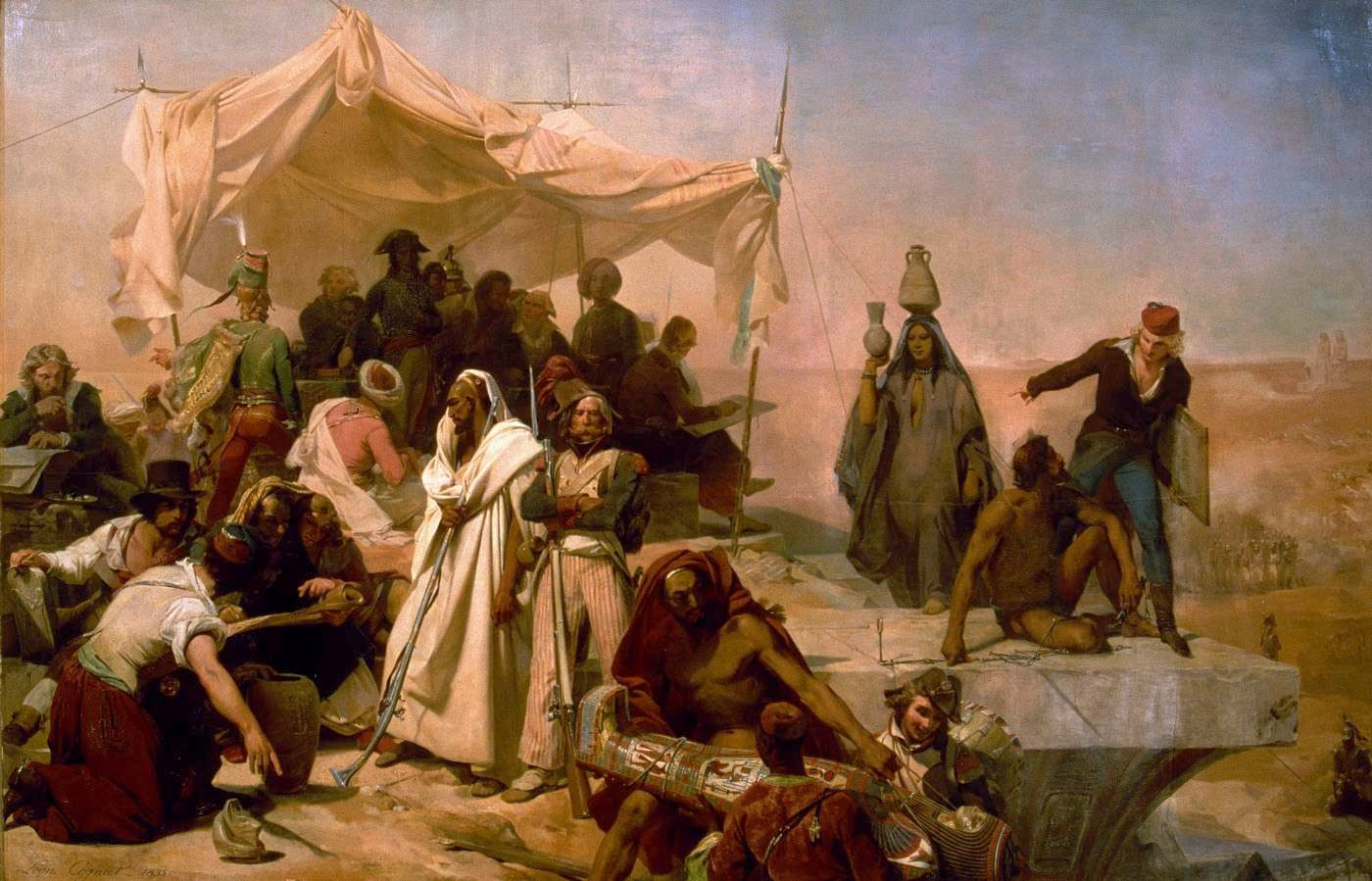
La spedizione in Egitto